# Pachymelus androyanus
Pachymelus androyanus är en biart som beskrevs av Brooks och Gregory B. Pauly 2001. Pachymelus androyanus ingår i släktet Pachymelus och familjen långtungebin. Inga underarter finns listade i Catalogue of Life.